# Scheidbach (Wartenbach)
Der Scheidbach ist ein knapp 4,3 km langer und linker Zufluss des Wartenbachs im Pfälzerwald. Er fließt mit seiner gesamten Länge im Landkreis Südwestpfalz auf der Grenze zwischen den Ortsgemeinden Merzalben und Wilgartswiesen.

## Geographie

### Verlauf
Der Scheidbach entspringt im Gebirgsteil Frankenweide mitten im Pfälzerwald auf 383 m Höhe. Die Quelle liegt südlich des 609,9 m hohen Weißenbergs und westlich des Weilers Hermersbergerhof (⊙).
Der Bach durchfließt das Scheidtal fast gerade nach Westen. Dabei passiert er links die Breite Boll (528 m), die Spitze Boll (540,1 m), das Hanseneck (467,1 m) und die Große Boll (532,8 m). Rechts des Scheidtals erheben sich die südwestlichen Ausläufer des Weißenbergs. Unterwegs wird der Scheidbach durch mehrere Zuflüsse verstärkt und durchfließt zwei Wooge: Münchbrunnen (⊙), Dreibrunnentalbach (⊙), Hansenwoog (⊙), Steinsuhlgraben (⊙), Kaderwoog (⊙), Gruselbeergraben (⊙), Wetthöhegraben (⊙).
Südöstlich des ehemaligen Sägwoogs, zwischen Wetthöhe (445,2 m, links) und Wartenberg (508,9 m, rechts), mündet der Scheidbach (⊙) auf 246 m Höhe von links in den Wartenbach. Dieser führt sein Wasser über die Lauter, die am Oberlauf Wieslauter genannt wird, dem Rhein zu.
Der fast 4,3 km lange Lauf des Scheidbachs endet ungefähr 137 Höhenmeter unterhalb seiner Quelle, somit beträgt das mittlere Sohlgefälle etwa 32 ‰.

### Zuflüsse
Die Zuflüsse des Scheidbachs sind von seiner Quelle (⊙) zur Mündung aufgelistet.
- (Zulauf vom) Münchbrunnen (links) (⊙)
- Dreibrunnentalbach (rechts), 2,6 km, 4,80 km² (⊙), mit Husarenbrunnen (⊙)[4]
- Steinsuhlgraben (links), 0,7 km, 0,54 km² (⊙)
- Gruselbeergraben (links), 0,8 km, 0,40 km² (⊙)[3]
- Wetthöhegraben (links), 0,9 km, 0,64 km² (⊙)

## Geschichte

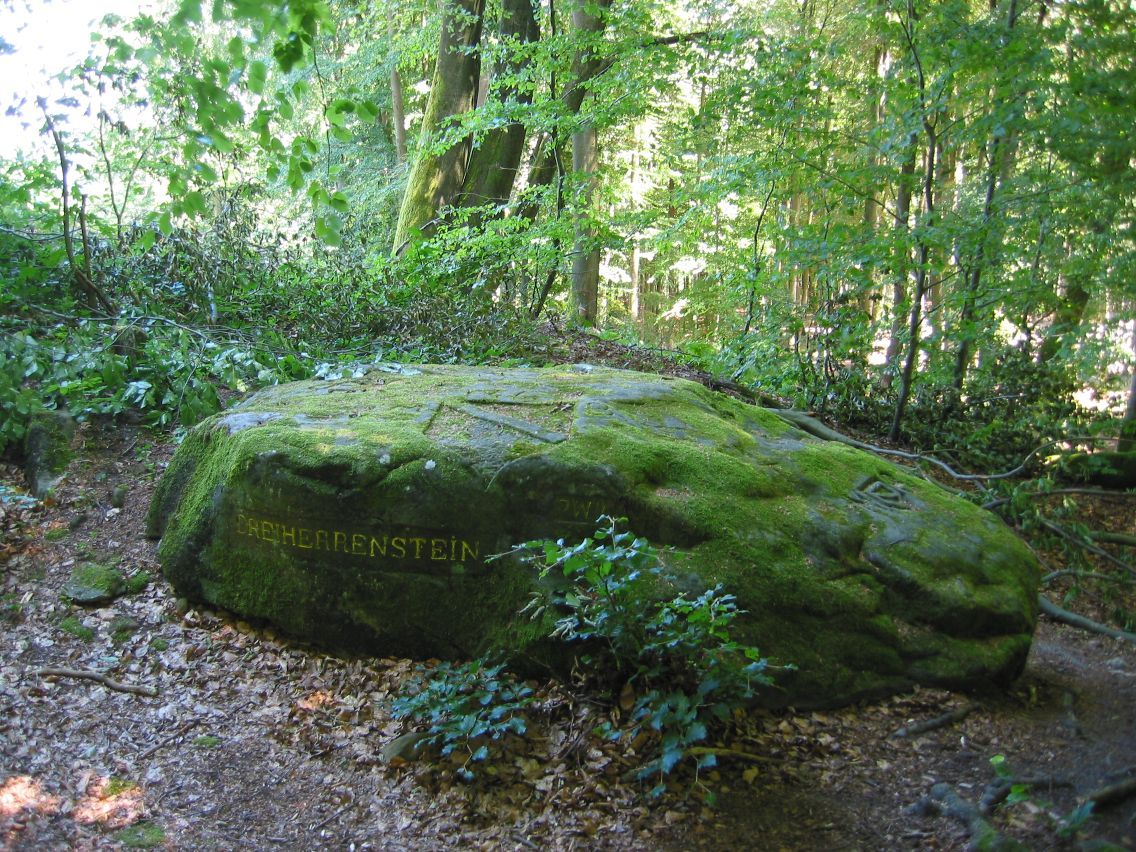
Dreiherrenstein als Ritterstein 57

Der Scheidbach trägt seinen Namen aus der Zeit, als in der Gegend die Grenze („Scheide“) zwischen drei Herrschaftshäusern verlief. 1773 wurde der damalige Grenzverlauf zwischen den Herzögen von Pfalz-Zweibrücken, den Leininger Grafen der Linie Leiningen-Dagsburg-Hardenburg und der Herrschaft Gräfenstein, die zur Markgrafschaft Baden gehörte, etwa 800 m nordöstlich der Scheidbach-Quelle in den schon seit 1657 bezeugten Dreiherrenstein eingemeißelt. Diesen natürlichen Felsblock hat der Pfälzerwald-Verein als Ritterstein Nr. 57 markiert. Zu entziffern sind darauf neben anderen Einritzungen noch „PZ“ für Pfalz-Zweibrücken und „MB“ für Markgrafschaft Baden.
Wie sein Vorfluter Wartenbach wurde auch der Scheidbach seit der ersten Hälfte des 19. Jahrhunderts zur Holztrift genutzt, und zwar bis längstens 1906. Zwei Wooge, in denen einst das Bachwasser gestaut wurde, sind noch nachvollziehbar, der Hansenwoog (⊙) und der Kaderwoog (⊙), beide am Mittellauf. Vom Friedrichswoog am Unterlauf ist nichts erhalten.
Angesichts des erheblichen Gefälles auf der gesamten Laufstrecke sorgten zahlreiche Sohlrampen unterschiedlicher Größe für eine gleichmäßige Wasserführung; die Überreste prägen den Bach bis heute. Zusammen mit den weitgehend intakten Dämmen der beiden Wooge sind sie für an Wasserbau und Trift Interessierte sehenswert. Nach der Mündung in den Wartenbach wurde das Holz auf diesem und anschließend auf der Wieslauter weiter getriftet.

## Natur und Tourismus
Erreichbar ist der Scheidbach nur über enge Nebenstraßen, Waldwege und Fußpfade. Er ist auf gesamter Länge Bestandteil der Kernzone Quellgebiet der Wieslauter des Naturparks Pfälzerwald.